# Willy Kambwala
Willy Kambwala Ndengushi (sinh ngày 25 tháng 8 năm 2004) là một cầu thủ bóng đá chuyên nghiệp thi đấu ở vị trí trung vệ cho câu lạc bộ La Liga Villarreal. Sinh ra ở CHDC Congo, anh từng đại diện cho Pháp ở cấp độ trẻ.

## Sự nghiệp câu lạc bộ

### Khởi nghiệp
Kambwala sinh ra ở Cộng hòa Dân chủ Congo và theo gia đình nhập cư vào Pháp khi anh 5 tuổi. Kambwala lớn lên ở Les Ulis, Essonne và bắt đầu theo học bóng đá ở Elan Chevilly Larue và Les Ulis trước khi gia nhập học viện của Sochaux vào năm 2018.

### Manchester United
Kambwala nhận được sự chú ý của nhiều câu lạc bộ bóng đá Anh và được cho là có liên hệ với các câu lạc bộ Liverpool F.C. và Manchester United vào hè năm 2020. Cuối cùng, anh đã gia nhập học viện bóng đá của Manchester United vào ngày cuối cùng của kỳ chuyển nhượng tháng 10 năm 2020.
Tuy nhiên, Kambwala gặp phải chấn thương nặng buộc phải nghỉ thi đấu tới 11 tháng ngay từ khi mới gia nhập câu lạc bộ và chỉ có trận đấu đầu tiên với đội U-18 United vào tháng 9 năm 2021 trong trận thắng 8-2 trước Birmingham City F.C. Một tháng sau đó, Kambwala ký hợp đồng chuyên nghiệp đầu tiên với United.

#### Mùa giải 2023-2024
Là mùa giải mà Kambwala có sự tiến bộ vượt bậc và được huấn luyện viên Erik ten Hag đưa lên tập luyện cùng đội một Manchester United. Anh lần đầu tiên có trận đấu ra mắt United trên sân West Ham United F.C. vào tháng 12 năm 2023. Kambwala có lần thứ hai xuất phát trong đội hình United trên sân Old Trafford ngày 7 tháng 4 năm 2024 và nhận được sự khen ngợi từ khán giả nhà và huấn luyện viên Erik ten Hag khi thi đấu xuất sắc trong cả trận đấu trước Liverpool.

### Villareal CF
Ngày 15 tháng 7 năm 2024, trang chủ Manchester United ra thông báo chia tay Kambwala sau 4 năm gắn bó, và Villarreal CF chính thức thông báo ký hợp đồng 5 năm cho tới ngày 30 tháng 6 năm 2029, sau khi hai câu lạc bộ đạt thỏa thuận chuyển nhượng.

## Sự nghiệp quốc tế
Kambwala đủ điều kiện thi đấu cho cả đội tuyển quốc gia Pháp và đội tuyển quốc gia Cộng hòa Dân chủ Congo. Anh đã thi đấu cho đội tuyển U-16 Pháp với vai trò đội trưởng.

## Danh hiệu

#### Manchester United
- FA Cup: 2023–24

## Thống kê sự nghiệp
Tính đến ngày 12 tháng 5 năm 2024
| Câu lạc bộ             | Mùa giải            | Giải vô địch        | Giải vô địch | Giải vô địch | FA Cup | FA Cup    | EFL Cup | EFL Cup   | Châu Âu | Châu Âu   | Khác   | Khác      | Tổng cộng | Tổng cộng |
| Câu lạc bộ             | Mùa giải            | Hạng đấu            | Ra sân       | Bàn thắng    | Ra sân | Bàn thắng | Ra sân  | Bàn thắng | Ra sân  | Bàn thắng | Ra sân | Bàn thắng | Ra sân    | Bàn thắng |
| ---------------------- | ------------------- | ------------------- | ------------ | ------------ | ------ | --------- | ------- | --------- | ------- | --------- | ------ | --------- | --------- | --------- |
| U-21 Manchester United | 2023–24             | —                   | —            | —            | —      | —         | —       | —         | —       | —         | 3      | 0         | 3         | 0         |
| Manchester United      | 2023–24             | Premier League      | 6            | 0            | 2      | 0         | 0       | 0         | 0       | 0         | —      | —         | 8         | 0         |
| Villarreal             | 2024–25             | La Liga             | 0            | 0            | 0      | 0         | —       | —         | —       | —         | —      | —         | 0         | 0         |
| Tổng cộng sự nghiệp    | Tổng cộng sự nghiệp | Tổng cộng sự nghiệp | 8            | 0            | 2      | 0         | 0       | 0         | 0       | 0         | 3      | 0         | 13        | 0         |

1. ↑  Ra sân ở EFL Trophy